# Herndon (Virginia)
Herndon è una città (town) degli Stati Uniti d'America, situata nella contea di Fairfax dello Stato della Virginia.